# Seznam avstrijskih slikarjev
Seznam avstrijskih slikarjev.

## A
- Josef Abel
- Tivadar Alconiere
- Eusebius Johann Alphen
- Rudolf von Alt
- Friedrich von Amerling
- Eduard Ameseder
- Heinrich von Angeli
- Siegfried Anzinger
- Johannes Aquila
- Alois Arnegger
- Marija Auersperg Attems

## B
- Rudolf Bacher
- Otto Barth
- Peter Baum?
- Franz von Bayros
- (Ladislav Benesch)
- Rudi Benétik
- Werner Berg
- Franz Berger
- Joseph Bergler
- Wilhelm Bernatzik
- Hans Bertle
- Eduard Bitterlich
- Karl von Blaas
- Tina Blau-Lang
- Jože Boschitz
- Arik Brauer
- Günter Brus

## C
- Hans Canon
- Moritz Coschell
- Hugo Charlemont
- Johann Nepomuk della Croce

## D
- Wilhelm Dachauer
- Moritz Michael Daffinger
- Johann Dallinger von Dalling
- Josef Danhauser
- Josef Danilowatz
- Hugo Darnaut
- Georg Decker
- Franz Defregger
- Alois Delug
- Ludwig Deutsch
- Frederika "Friedl" Dicker-Brandeis
- Karl Wilhelm Diefenbach
- Josef Dobrowsky
- Johann Baptist Drechsler
- Helga Druml

## E
- Otto Eckmann
- Albin Egger-Lienz
- Anton Einsle
- August Eisenmenger
- Georg Eisler (1928-1998)
- Johann Anton Eismann
- Franz Elsner
- Eduard Ender
- Johann Ender
- Thomas Ender
- Eduard von Engerth
- Rodolphe Ernst
- Franz Eybl

## F
- Carl Fahringer
- Anton Faistauer
- Peter Fendi
- Franz Ignaz Flurer
- Adolf Frohner (1934-2007)
- Josef Ferdinand Fromiller
- Ernst Fuchs (1930–2015)
- Heinrich Friedrich Füger (nem.-avstr.)
- Joseph von Führich

## G
- Hanns Gasser
- Richard Gerstl
- Stephanie Glax de Stadler
- Alexander Demetrius Goltz
- Mattheus/Matthias von Görtz
- Alfons Graber (mož Karmele Kosovel)
- Daniel Gran
- Christian Griepenkerl (nem.-avstr.)
- August Ignaz Grosz (1847-1917)
- Eduard Grutzner
- Albert Paris Gütersloh

## H
- Gottlieb C. W. Haase
- Gabriel von Hackl (nemški slikar po rodu iz Maribora)
- Gottfried Helnwein
- Kristian Henrik Hanson (nem.-avstr.)
- Johann Veit Hauck (Gradec)
- Leopold Hauer
- Andreas Hauser
- Rudolf Hausner
- Hans von Hayek (avstr.-nemški)
- Gottfried Helnwein (avst.-irski večmedijski lik. umetnik)
- Johann Josef Karl Henrici
- Anton Hlavaček (Antonín Hlávaček) (1842-1926)
- Rudolf Hoflehner
- Rudolf Alfred Höger
- Wolfgang Hollegha
- Stephanie Hollenstein (1886–1944)
- Theodor von Hörmann
- Alfred Hrdlicka (Hrdlička)
- Wolf Huber
- Irmgard Hummitzsch (umetniška fotografinja, vizualna umetnica...)
- Friedensreich Hundertwasser (Friedrich Stowasser)
- Wolfgang Hutter

## J
- Gustav Jahn
- Fritz Janschka (1919-2016) (avstr.-amer.)
- Franz Jaschke (1775-1842)
- Edgar Jené (avstr.-fr.)
- Eugen Jettel (1845-1901)
- Rudolf Jettmar (1869-1939)
- (Karol Jirak 1897-1982)
- Hildegard Joos (1909-2005)

## K
- Eduard Kaiser
- Alois Kasimir (+ Ptuj)
- Luigi Kasimir (* Ptuj)
- Vincent Katzler
- Adolf Kaufmann
- Isidor Kaufmann
- Johann (Jan) Kautsky (češ.-avstr.)
- Manfred Kielnhofer
- Josef Klampfer
- Rudolf Klaudus (Gradiščanski Hrvat)
- Ernst Klimt
- Gustav Klimt
- Max Klinger
- Martin Knoller
- Joseph Anton Koch
- Oskar Kokoschka
- Rudolf Konopa
- Franz Kopallik
- Karl Korab
- Johann Lucas Kracker
- Barbara Krafft
- Johann Peter Krafft (nemško-avstrijski)
- Julie Krafft
- Anton Krajnc
- Kremser-Schmidt = Martin Johann Schmidt
- Oswald Kreusel (Kreuselius)
- Josef Kriehuber
- Alfred Kubin
- Leopold Kupelwieser (1796–1862)
- Franz Kurz zum Thurn und Goldenstein
- Max Kuzweil
- Karl Josip Kuwasseg (1799–1859) (slov.-avstr.-franc.) =
- Karl Josef Kuwasseg (1802–1877)?

## L
- Andreas Lach
- Conrad Laib
- Fritz L'Allemand
- Siegmund L'Allemand
- Giovanni Battista Lampi (it.-avstr.)
- Maria Lassnig (1929-2014)
- Ferdinand Laufenberg
- (Judith Lava)
- Heinrich Lefler
- Helmut Leherb(auer) (1933-1997)
- Anton Lehmden
- Johann Scheffer von Leonhardshoff
- Maximilian Liebenwein (avstr.-nem.)
- Alexander von Liezen-Mayer (avstr.-nem.)
- Eduard Lind (1827-1904) (nem.-avstr.) Mb
- Marko Lipuš (umetniški fotograf...)
- Friedrich Loos
- Wilhelm Löwith (avstr.-nem.)

## M
- Hans Makart
- Ferdinand Malič (avstr.-slov.)
- Rudolf Marčič/Rudolf Ernst Marčić
- Anton von Maron
- Franz (Josef Karl) Matsch
- Mattheus/Matthias von Görtz
- Herbert Mayer (1900-1985), avstrijsko-ameriški
- Rosa Mayreder
- Gabriel von Max
- Franz Anton Maulbertsch (nem.-avstr.)
- Hubert Maurer (nem.-avstr.)
- Anton Raphael Mengs
- Martin van Meytens (nizoz.-avstr.)
- Josef Ignaz Mildorfer
- Carl Moll
- Eduard von Moro (1790-1846)
- Caroline von Moro
- Josef Moroder-Lusenberg (južnotirolski)
- Koloman Moser
- Joseph Mössmer
- Otto Muehl (akcionist)
- Oskar Mulley (avstrijsko-nemški)
- Leopold Müller (Leopold Carl Müller; Ägypten-Müller, auch Orient-Müller)

## N
- Arnulf Neuwirth (1912-2012)
- Hermann Nitsch (1938-2022)
- Anton Nowak/Anton Novak (r. v Mb)
- Ernst Nowak (Novak)
- Otto Robert Nowak

## O
- Valentin Oman

## P
- Wolfgang Paalen
- Michael Pacher
- Ferdinand Pamberger (1873-1956)
- Gustav Peichl (karikaturist)
- Anton Perko (slov.-avstr.-hrv.)
- August von Pettenkofen
- Anton Petter (1781–1858)
- Franz Xaver Petter
- Rosa Pfäffinger
- Johann Peter Pichler
- Joseph Pichler (1730–1808)
- Adalbert Pilch
- Adolf Pirsch
- Johann Georg Platzer
- Peter Pongratz
- Markus Prachensky
- Valerija Prašnikar
- Drago J. Prelog (Karl Julius Prelog) (1939-2020) (slov.-avstrijski)
- August Prinzhofer

## Q
- Martin Ferdinand Quadal (1736–1811)

## R
- Carl Rahl (Karl Rahl)
- Arnulf Rainer
- Heinrich Rauchinger
- Marx Reichlich
- Rudolf Ribarz
- Wilhelm August Rieder
- Thomas Reinhold
- Franz Ringel
- Ruth Rogers-Altmann (avstrijsko-ameriška) (1917-2015)
- Alfred Roller
- Anton Romako
- Utz Rothe
- Johann Michael Rottmayr (nem.-avstr.)
- Christian Ruben (nem.-avstr.)
- Franz Leo Ruben (češko-avstr.)
- Ferdinand Runk
- Michael Ruppe
- Carl Russ
- Robert Russ (1880-1910 na Nizoz.)

## S
- Ivo Saliger
- Anton Schaller
- Johann Scheffer von Leonhardshoff
- Karl Schenker (fotograf...)
- Egon Schiele
- Carl Schindler
- Emil Jakob Schindler
- Heinrich Hans Schlimarski
- Rudolf Schlichter
- Julius Schmid
- Martin Johann Schmidt (Kremser-Schmidt)
- Hilda Schmidt-Jesser
- Josef Schöpf
- Ernst Schuch
- Jacob van Schuppen
- Rudolf Schwarzkogler (perfomans)
- Moritz von Schwind (avstr.-nem.)
- Franz Sedlacek (1891-1945)
- Gottfried Seelos
- Camillo Sitte
- Hans Staudacher
- Franz Steinfeld
- Matthias Steinl
- Karl Sterrer
- Adalbert Stifter
- Moritz Stifter
- Ceija Stojka
- Josef Straka (1864-1946)
- Peter Strudel
- Carl von Stur
- Eduard Swoboda
- Josefine Swoboda
- Rudolf Swoboda

## T
- Josef Mathias Trenkwald
- Paul Troger
- Joseph Ernst Tunner

## U
- Carl Unger
- Franz Sebald Unterberger (Juž. Tirolska)
- Michelangelo Unterberger

## V
- Karl Vouk
- Mina Vukomanović-Karadžić (avstrijsko-srbska)

## W
- Aloys Wach
- Johann Caspar Waginger-Clery
- Sándor Wagner (madž.-avstr.)?
- Alfons Walde
- Ferdinand Georg Waldmüller
- Franz Wacik
- Sebastian Wegmayr (1776–1857)
- Max Weiler
- Hans Adam Weissenkircher
- Hyacinth von Wieser
- Christoph (Krištof) Weissmann
- Nikodem Weissmann
- Heinrich Wettach (1858 - 1929)
- Karl Wibmer (iz Maribora)
- Franz Wiegele
- Peppino Wieternik (1919–1979)
- Hans Wilt
- Franz Windhager
- Olga Wisinger-Florian

## Z
- Carl Wenzel Zajicek
- Mathias Zdarsky ?
- Mathilde Zemlinsky
- Robert Zeppel-Sperl